# Muérete, bonita
Muérete, bonita es una comedia negra norteamericana del año 1999, dirigida por Michael Patrick Jan y protagonizada por Kirstie Alley, Ellen Barkin, Denise Richards y Kirsten Dunst. Filmada en formato de falso documental, sigue a las concursantes de un concurso de belleza llamado 'Jóvenes princesas americanas', que tiene lugar en la pequeña ciudad ficticia de Mount Rose, Minnesota. Esta película supuso el debut de la actriz nominada a los Premios de la Academia Amy Adams.

## Argumento
En el año 1995, la pequeña y conservadora ciudad de Mount Rose se prepara para el Sarah Rose Cosmetics American Teen Princess Pageant ("Concurso de belleza de jóvenes princesas americanas Sarah Rose Cosmetics"). Un equipo de cineastas viaja a la localidad para documentar los preparativos y el concurso mismo.  
Entre los entrevistados se encuentran varias participantes, incluida Amber Atkins (Kirsten Dunst), que busca ganar una beca para dejar Mount Rose y llegar a ser como su ídolo Diane Sawyer. Por otra parte, Rebecca Ann "Becky" Leeman (Denise Richards) es la hija del hombre más rico de la ciudad: el dueño de una tienda de muebles. Su madre, Gladys Leeman (Kirstie Alley), es la jefa del comité organizador del concurso y una ex ganadora del concurso. Además, varios acuerdos de negocios entre la tienda de muebles Leeman y los jueces del comité (uno es un empleado) han hecho correr en la ciudad rumores de que el certamen está arreglado. 
En el periodo previo al concurso, a la gente le empiezan a ocurrir varias cosas extrañas; una de las concursantes, Tammy Curry, estalla mientras montaba en un tractor. Brett Clemmens, el objeto de amor de Rebecca (que está más interesado en Amber) es asesinado a tiros en un 'accidente de caza'. Temiendo por su vida, Amber decide retirarse del concurso, después de que su madre Annette Atkins (Ellen Barkin) resultara herida durante una explosión en su caravana. Sin embargo, después de recibir unas palabras de ánimo de Loretta (Allison Janney), amiga de la familia, y de una íntima charla con su madre, Amber lo reconsidera. En el ensayo general, la concursante Jenelle Betz (originalmente concursante número 8), cambia su posición con Amber (originalmente concursante número 1). Cuando Jenelle desfila en el escenario al inicio del ensayo para llevar a cabo su actuación, un foco se desprende y la golpea en la cabeza, dejándola inconsciente y causándola una sordera permanente que irónicamente la hace feliz pues decide dedicarse a ayudar a niños con su misma discapacidad. 
En el concurso (a pesar de que su traje ha desaparecido), Amber realiza su número de baile por la que recibe una gran ovación, mientras que Rebecca Leeman canta (terriblemente mal) y baila con un muñeco de Jesús en un crucifijo de rodadura. Sin embargo, Amber viene en segundo lugar a Rebecca Leeman. Al día siguiente, Rebecca Leeman se dispone a montarse en una carroza con forma de cisne para el desfile de la victoria. Se revela que fue diseñada por su madre y mandada a construir por su padre a trabajadores mexicanos. 
Después de que Rebecca sube la carroza, Gladys Leeman enciende los fuegos artificiales que había colocado en la base del cisne, y se incienda, causando una enorme explosión en la cual Rebecca perece. En su dolor y en pie de la carroza incinerada, Gladys admite haber matado a Tammy Curry, suponiendo ser la causante de los demás muertos y heridos en el período previo a la certamen. 
En el funeral de Rebecca, Amber es coronada como Mount Rose's American Teen Princess y pasa a la competencia del Estado. Gana el título por defecto después de que todas las demás concursantes caen enfermas por una intoxicación alimentaria a causa de los mariscos que se les sirven: Amber había decidido no comer por consejo de su madre. Como ganadora, le dan a Amber todos los gastos pagados para un viaje a Lincoln, Alabama, donde se celebran los nacionales de América Teen Princess Pageant. A su llegada, Amber y las demás concursantes encuentran que la empresa de cosméticos Sarah Rose --el sitio del concurso-- ha sido cerrada por el IRS, y las angustiadas adolescentes botan sus malteas y deciden destrozar parte de la plazoleta del edificio. Amber simplemente suspira y se vuelve a subirse al autobús en el que había llegado. 
La película se cierra con un resumen de los sucesos posteriores. Gladys Leeman escapa de la cárcel y toma una posición de francotiradora en el techo de una empresa local y comienza un enfrentamiento con la policía. Una reportera que cubre los hechos en vivo resulta disperada, y Amber rápidamente coge su micrófono para tomar su lugar. En consecuencia, Amber se convierte en presentadora de noticias, y la escena final la captura hablando en directo para un canal de televisión en Minneapolis-Saint Paul.

## Reparto
- Kirsten Dunst como Amber Atkins
- Kirstie Alley como Gladys Leeman
- Allison Janney como Loretta
- Ellen Barkin como Annette Atkins
- Denise Richards como Rebecca Ann "Becky" Leeman
- Sam McMurray como Lester Leeman
- Mindy Sterling como Iris Clark
- Brittany Murphy como Lisa Swenson
- Amy Adams como Leslie Miller
- Will Sasso como Hank Vilmes
- Alexandra Holden como Mary Johanson
- Matt Malloy como John Dough (jurado #1)
- Michael McShane como Harold Vilmes (jurado #2)
- Lona Williams como Jean Kangas (jurado #3)
- Mo Gaffney como Terry Macy
- Nora Dunn como Colleen Douglas
- Mary Gillis como Cloris Klinghagen "Maestra K"
- Laurie Sinclair como Michelle Johnson
- Shannon Nelson como Tess Winhaus
- Tara Redepenning como Molly Howard
- Sarah Stewart como Janelle Betz
- Brooke Elise Bushman como Tammy Curry
- Casey Garven como Brett Clemens
- Seiko Matsuda como Tina/Seiko Howard
- Patti Yasutake como sra. Howard
- Richard Narita como sr. Howard

## Trasfondo
La película se sitúa en la ciudad ficticia de Mount Rose, Minnesota (que es una invención de la ciudad real de Rosemount). 
El personaje Amber Atkins interpretada por Kirsten Dunst fue inspirada por la periodista Diane Sawyer, que se menciona en toda la película como el ídolo de Amber. 
Dos canciones de Melissa Manchester aparecen en la película como canciones utilizadas por las participantes del concurso de talentos. Mary sincroniza los labios "Don't Cry Out Loud", mientras que Janelle canta "A través de los Ojos del Amor".

### Locaciones Filmadas
- La estatua de la vaca gigante al comienzo de la película se encuentra en Bongards' Creameries en Bongards, Minnesota.
- Las escenas del funeral y la casa funeraria casi al principio de la película fueron filmadas en la Funeraria Wagner en Jordania, Minnesota.
- La escena del funeral en la iglesia cerca del final de la película fue filmada en una iglesia en la Carretera 212 fuera de Colonia.
- El aparcamiento del mall que Gladys y las damas fueron arrastradas, no era el Mall of America es el Eden Prairie Center en Eden Prairie.
- Tanto el Parque de Remolques y la Casa Leeman se encuentran en Lakeville, Minnesota.
- El gimnasio de la secundaria fue filmado en Wayzata West Middle School en Wayzata, Minnesota.
- La escena durante el desfile del Centro de la ciudad esta en Waconia.
- La tienda de herrería Vilmes' Hardware se llama Hank Hardware y también se encuentra en Waconia.
- El aeropuerto "Ho-Jo" es en realidad el medio del Marriott Hotel en St. Paul, que desde entonces ha sido derribado y sustituido por una tienda de Target. De hecho, no hay hoteles Howard Johnson en Minneapolis en la zona de St. Paul, pero si hay por lo menos un Ho-Jo Motel localizado en el 494-Strip en el área de Bloomington a unas millas del aeropuerto.
- Las escenas del hospital fueron filmadas en Farmington, Minnesota
- La escena de la tienda de muebles fue filmada en una verdadera tienda de muebles que recientemente había sido cerrada en Chaska, Minnesota.
- Las entrevistas fueron filmadas en el WFW en Hopkins